# Nicole Oresme
Nicole Oresme, Nicolas Oresme, Nicholas Oresme eller Nicolas d'Oresme (ca. 1320 ved Caen – 11. juli 1382 i Lisieux) var en fransk bondesøn, filosof, økonom, matematiker og fysiker og regnes som en af den moderne videnskabs grundlæggere og for en af 1300-tallets mest betydningsfulde naturvidenskabsmænd og filosoffer.
Oresme var den første som oversatte Aristoteles til folkesprog. I begyndelsen studerede han "artes" – artes liberales – hos Jean Buridan og var 1348 teologistuderende i Paris og blev i 1356 magister ved Navarres universitet. I 1364 blev han biskop i Lisieux.
Nicole Oresme havde et andet rumbegreb end Aristoteles som definerer rummet som et område der kan udfyldes af en krop. Oresme ser i stedet selv den absolutte tomhed som et rum. Han ser også den mulighed at der kan findes andre verdenssystemer og at der måske kan findes verdener som afløser hinanden i tiden. Han havde også teorier om jordens rotation.